# Rhizocorallium

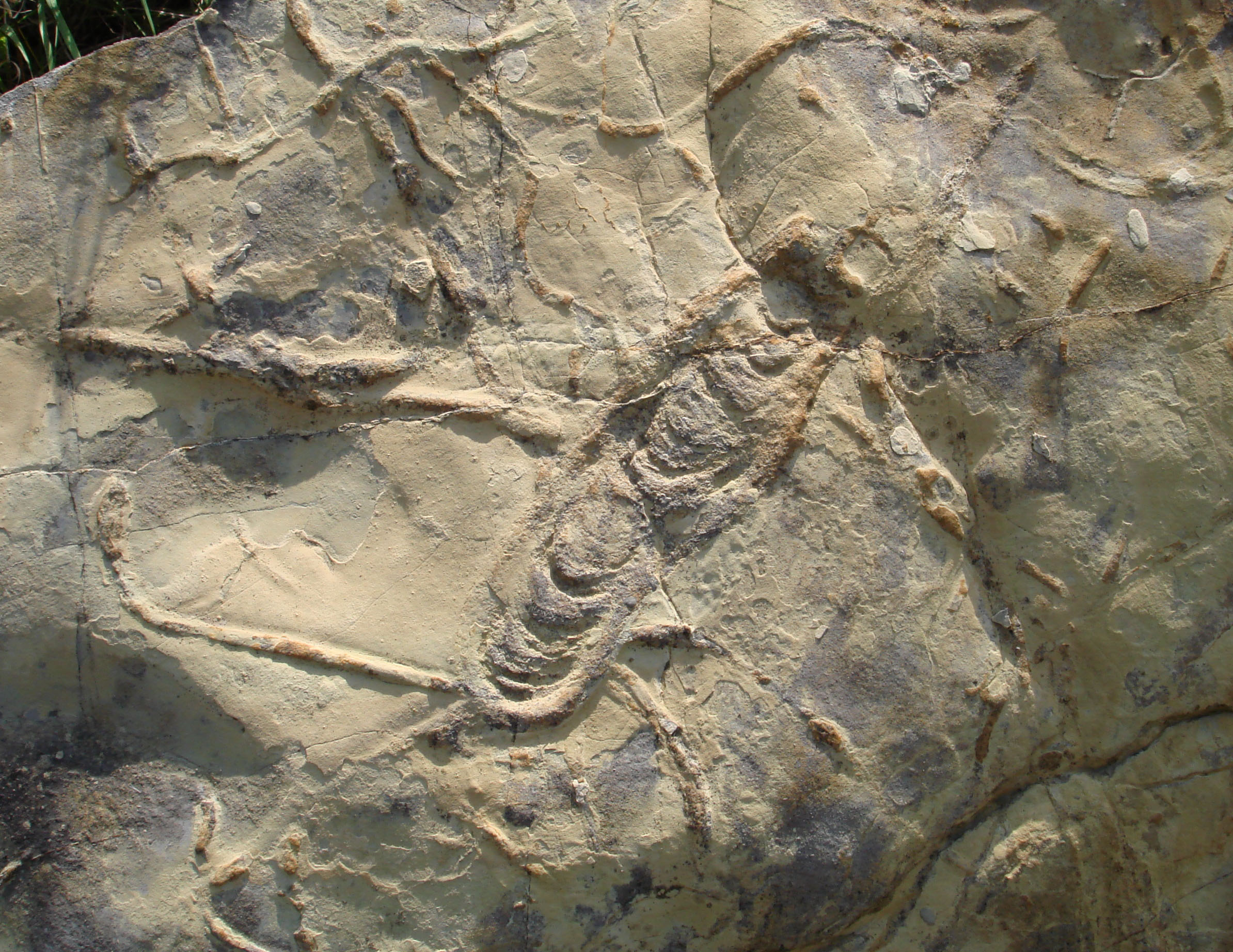
Rhizocorallium auf einer Schichtfläche des Oberen Muschelkalks im Diemeltal

 Rhizocorallium  ist eine Gattung horizontal (schichtflächenparallel) oder schräg zur Schichtfläche von Sedimentgesteinen orientierter, U-förmiger Spurenfossilien, die zwischen den beiden parallelen Ästen des „U“ eine sogenannte Spreite aufweisen. 

## Entstehung und Überlieferung
Rhizocorallium ist kein Körperfossil, sondern ein Spurenfossil. Das heißt, es bildet nicht den Körper eines urzeitlichen Lebewesens ab, sondern nur dessen Verhalten. Es gilt als gesichert, dass es sich bei den Erzeugern der Spur um sedimentfressende wirbellose Meerestiere handelte.
Rhizocorallium ist ab dem frühen Kambrium überliefert. Es ist jedoch besonders typisch für marine Sedimentgesteine des Mesozoikums (Trias, Jura und Kreide).

## Mögliche Klassifizierungen
Rhizocorallium wird in drei Arten eingeteilt, auch wenn die Klassifikation nicht unumstritten ist.
- Rhizocorallium jenense
- Rhizocorallium irregulare
- Rhizocorallium uliarense

Die Unterscheidung fußt ausschließlich auf Abweichungen in der Ausbildung der Spuren, die auf verschiedene Verhaltensweisen des Erzeugers unter verschiedenen Umweltbedingungen zurückgehen. Die taxonomische Stellung des Spurenerzeugers bleibt offen. Die meisten Autoren führen die Spur jedoch auf Krebstiere zurück.